# ヤンガー

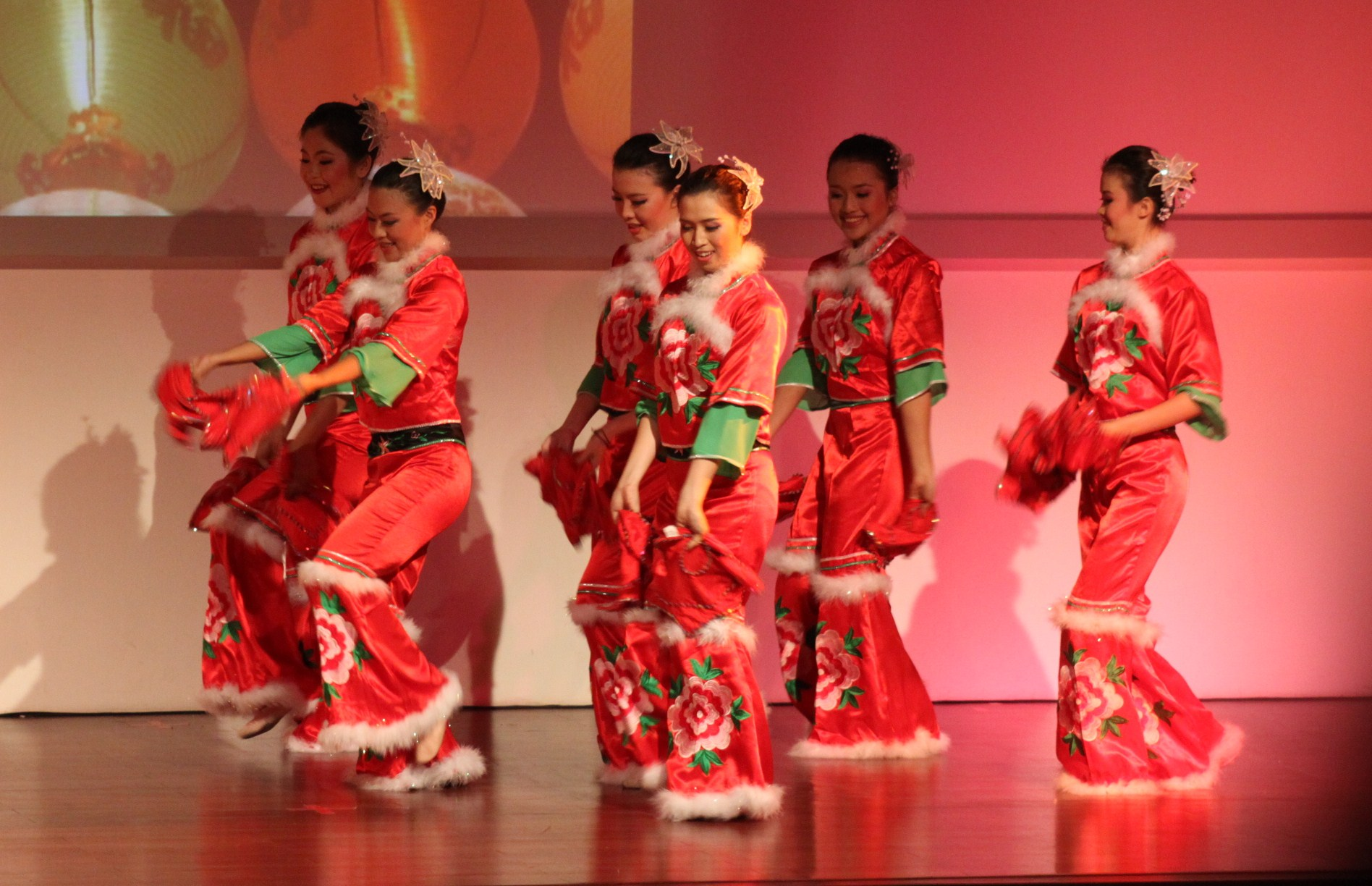
ヤンガーを演じる女性達

ヤンガー（秧歌、おうか、拼音: Yangge）は、ヤンガーウー（秧歌踊、拼音: Yanggewu）とも、日本語で古くはヤンコ踊りともいい、一般に男性群が嗩吶（チャルメラ）や太鼓で演奏する伝統的な音楽に合わせて、カラフルな衣装を着けた女性群が輪になって、あるいは蛇行しながら踊るもの。いまでも公園などで、太極拳に次いで広く行われている。
市や鎮（村）のお祭りや記念日に老若男女で踊ったり、マスゲームのように学生や村人が数千人単位で踊ったりすることも多い。

## 参考
1. ↑  秧歌（百度百科）（中国語）